# Botrychium matricariae
Botrychium matricariae là một loài dương xỉ trong họ Ophioglossaceae. Loài này được Schrank Spreng. mô tả khoa học đầu tiên năm 1827.